# Вовчук Микола Володимирович
Мико́ла Володи́мирович Вовчук (1990—2023) — український військовослужбовець, кавалер ордена «За мужність» ІІІ ступеня 
.

## Життєпис
Народвися 21 грудня 1990 в селі Цінева Дубівської громади.
До повномасштабного вторгнення жив з сім'єю в Івано-Франківську. На початку повномасштабної війни був за кордоном, але вирішив повернутися, щоб долучитися до брата Ігоря в силах оборони. 
У травні 2022 мобілізований на військову службу, служив розвідником розвідувальної роти. Воював поруч зі старшим братом Ігорем.

## Загибель
Зазнав важкого поранення внаслідок ворожого артилерійського обстрілу Гуляйполя Запорізької області. Помер вночі о 2:15 у Запоріжжі в госпіталі. 
Похований у рідному селі Цінева. Залишилися брат, сестра, мама, дружина, Після смерті брата Ігор Вовчук служив ще понад рік.
Його брат присвятив Миколі пісню.
Вулицю в рідному селі, де розташований батьківський будинок братів, назвали іменем Миколи Вовчука .